# Carterinidae
Carterinidae es una familia de foraminíferos bentónicos de la superfamilia Carterinoidea y del orden Carterinida. Su rango cronoestratigráfico abarca desde el Eoceno hasta la Actualidad.

## Discusión
Clasificaciones más modernas degradan Carterinidae a la categoría de subfamilia (subfamilia Carterininae), y la incluyen en la familia Trochamminidae, de la superfamilia Trochamminoidea, del suborden Trochamminina, y del orden Trochamminida.

## Clasificación
Carterinidae incluye al siguiente género:
- Carterina †